# Pitepalt

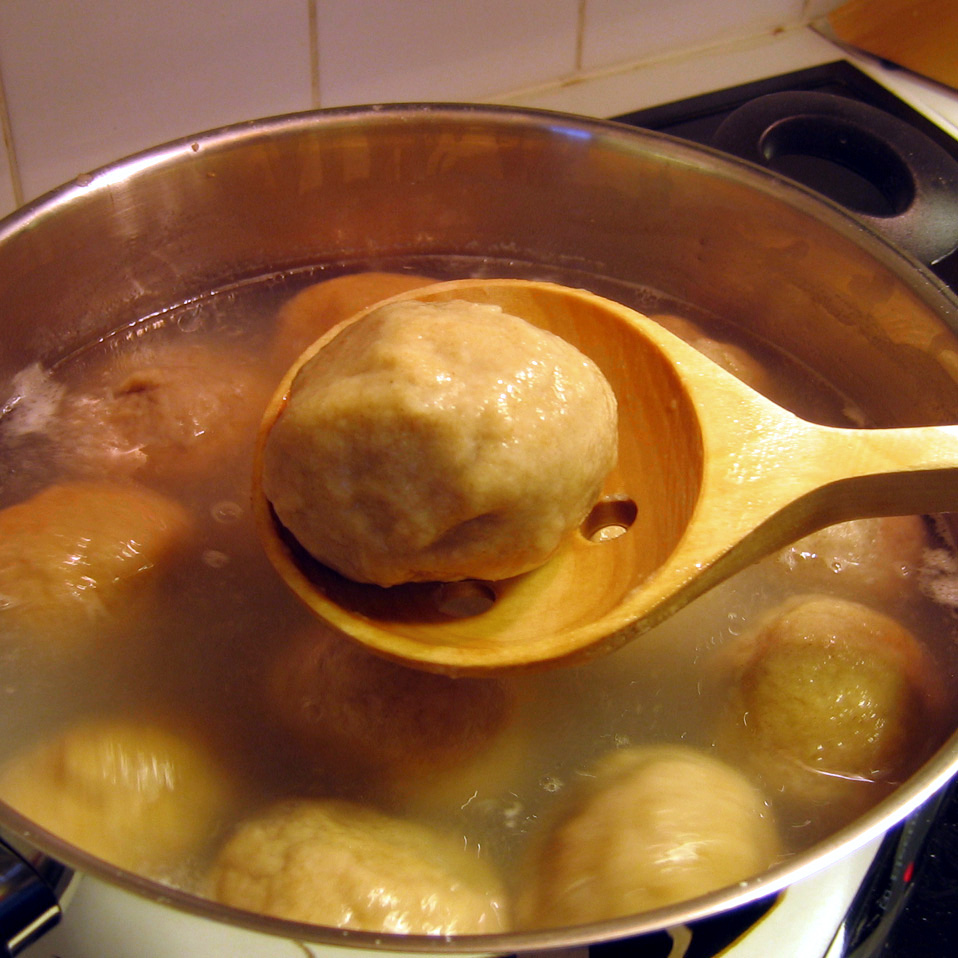
Pitepalt cocido.

El pitepalt es un palt de patata, especialidad de la ciudad de Piteå, si bien no solo se come en ella. Este plato sueco, relacionado con los kroppkakor, tiene casi tantas variantes como hogares hay en Piteå. Sus ingredientes principales son las patatas crudas y la harina de centeno (a diferencia de los kroppkakor, que emplean patata cocida y harina de trigo), lo que le da un color más oscuro.
Suele hacerse con patata, harina de centeno, sal y carne picada. Algunas recetas mencionan también la cebolla, pero no es muy común. Se come tradicionalmente con mantequilla y mermelada de arándano rojo.